# Platygaster striatidorsum
Platygaster striatidorsum är en stekelart som beskrevs av Peter Neerup Buhl 1998. Platygaster striatidorsum ingår i släktet Platygaster och familjen gallmyggesteklar. Arten är reproducerande i Sverige. Inga underarter finns listade i Catalogue of Life.